# Villa Amedeo
La villa Amedeo, anticamente denominata Real Villa Isabella, è un giardino pubblico di Caltanissetta.

## Storia

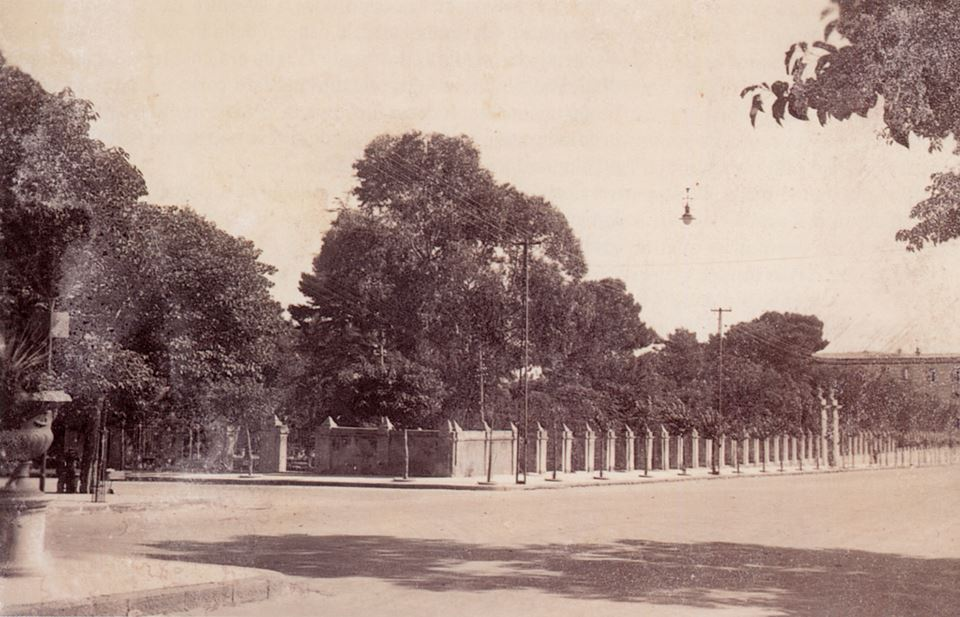
L'esterno della villa in una foto d'epoca

Il luogo su cui si trova la villa Amedeo fino ai primi decenni del XIX secolo faceva parte della cosiddetta "selva dei Cappuccini", un'area verde che circondava su tre lati il secondo convento dei cappuccini, dove i frati vi curavano orti e giardini. Per realizzare il giardino, progettato dall'architetto comunale Gaetano Lo Piano, fu scelta la parte settentrionale della selva, quella rivolta verso la città, in cui si trovava anche una vasca per la raccolta dell'acqua di falda che sarà interrata nel 1835 a causa dei continui straripamenti. I lavori propedeutici iniziarono nel 1821 con lo spianamento dello slargo antistante il convento e l'acquisto di un ulteriore appezzamento di terreno limitrofo alla selva. Insieme alle prime piantumazioni, fu eretto un muro per delimitare la nuova area pianeggiante appena realizzata, che prese il nome di "piano della Conciliazione", a ovest della villa. Nel 1825, nonostante fosse ancora incompleta, era già frequentata dalla cittadinanza, tanto che si rese necessario dotarla di un regolamento. Nell'agosto del 1827 venne completata l'installazione della recinzione settentrionale con il cancello monumentale e nel 1828 il re Francesco I concesse che la villa fosse intitolata alla consorte Maria Isabella di Borbone-Spagna. Da quel momento venne chiamata "Real Villa Isabella".
Alla fine dei lavori, la villa si presentava come un giardino all'italiana ricavato dalla sistemazione a parterre della selva: si sviluppava lungo un viale che iniziava dall'unico ingresso, a nord, e proseguiva verso sud in direzione del convento dei cappuccini, affiancato da cinque quartini (aiuole quadrilatere separate da vialetti perpendicolari al viale principale) per lato, per un totale di dieci quartini.

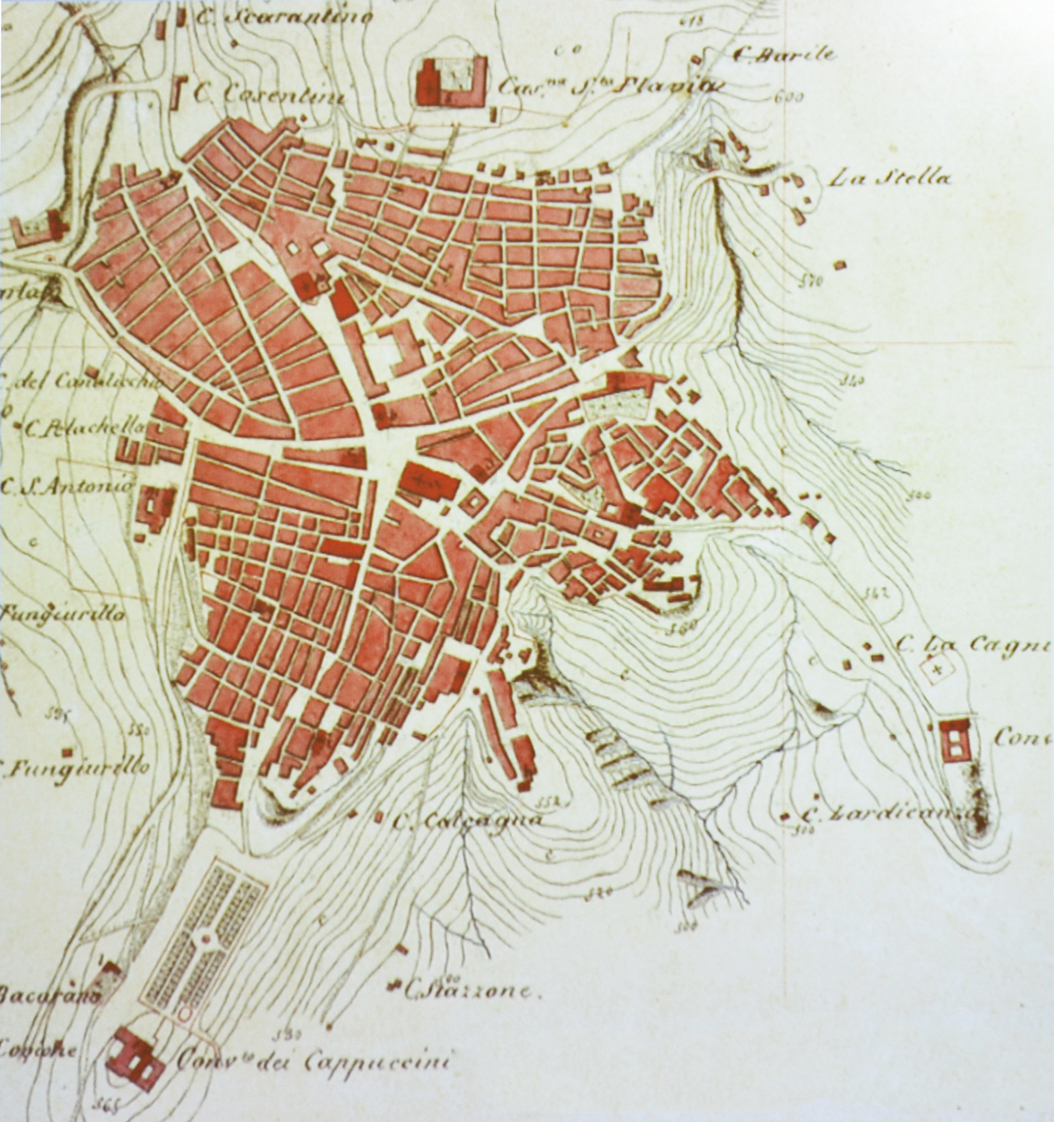
Cartina di Caltanissetta della metà del XIX secolo. Il giardino pubblico è visibile in basso a sinistra.

Dopo l'unità d'Italia, nei documenti ufficiali venne indicata con l'appellativo generico di "giardino pubblico", sebbene fosse stata brevemente intitolata a Garibaldi, poi alla principessa Margherita. A partire dal 1860 la villa subì alcune modifiche a opera del nuovo architetto comunale Alfonso Barbera che ne alterarono l'impianto originario: sacrificando i due quartini centrali, venne creato un secondo viale perpendicolare al primo, all'incrocio dei quali venne costruita una fontana sormontata da un amorino realizzato dallo scultore palermitano Cervello; venne inoltre ingrandita a sud, inglobando a due stadi quel che rimaneva della selva del convento dei cappuccini, confiscato dal Regno d'Italia e riconvertito a ospedale civile dal 1868. Il giardino viene inoltre abbellito con mezzi busti di uomini illustri realizzati dallo scultore nisseno Giuseppe Frattallone.
Nell'ultimo decennio dell'Ottocento venne definitivamente intitolata ad Amedeo di Savoia. A questo periodo risale l'ultimo ingrandimento della villa a opera dell'ingegnere Pasquale Saetta; si trattava di un'appendice a sud est, a valle del corpo centrale della villa, nella quale fu realizzato un laghetto artificiale. Nel 1922 venne realizzato l'ingresso su viale Regina Margherita (a ovest), in sostituzione dell'accesso a sud, ormai prospiciente al nuovo ospedale civile.
A partire dagli anni ottanta del Novecento, con la costruzione di scuole e uffici il viale Regina Margherita divenne una zona prevalentemente amministrativa, perdendo la sua vocazione di luogo di passeggio, e anche la villa entrò in una fase di declino. Dopo alcuni anni di abbandono, nel 1996 fu restaurata e restituita al pubblico.

## Descrizione
Il giardino è diviso in quattro quadranti, delimitati dai due viali che si intersecano presso la fontana. Vi si trovano mezzi busti di uomini illustri tra cui Garibaldi, Rossini, Foscolo, Bellini, Mazzini scolpiti dal Frattallone tra il 1870 e il 1874, e il busto dello stesso Frattallone scolpito da Salvatore Lo Verme.

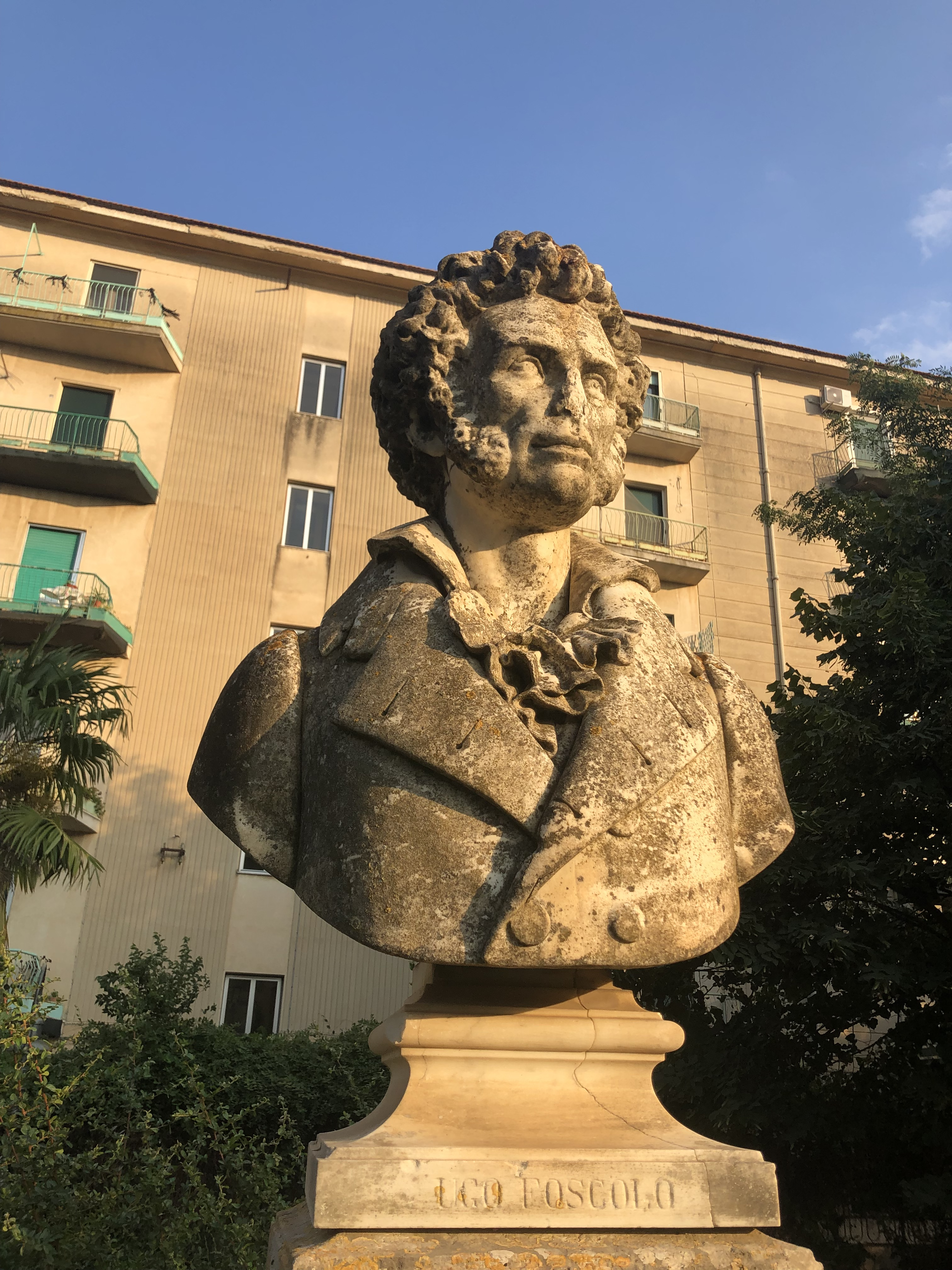
Busto di Alfieri
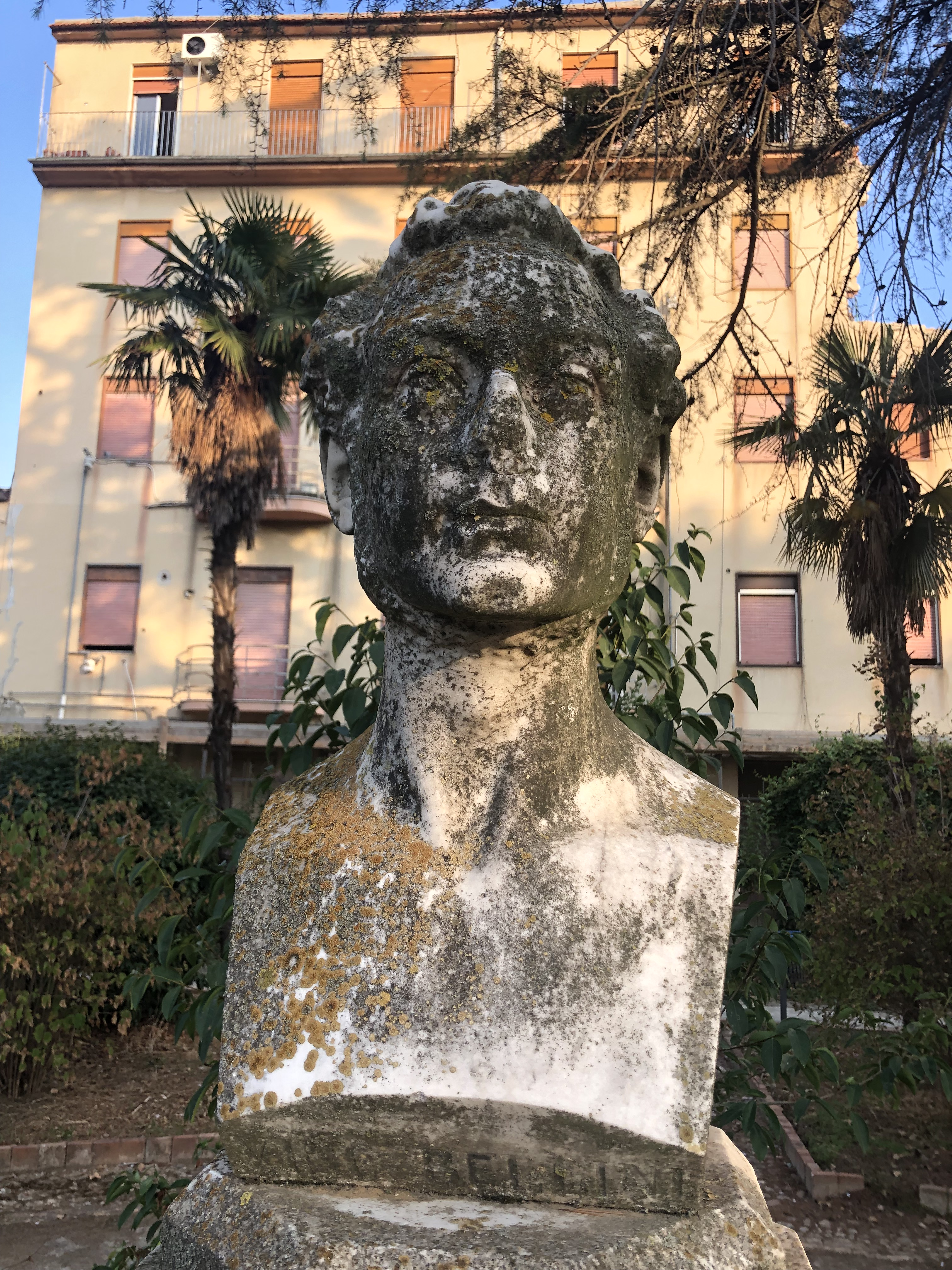
Busto di Bellini
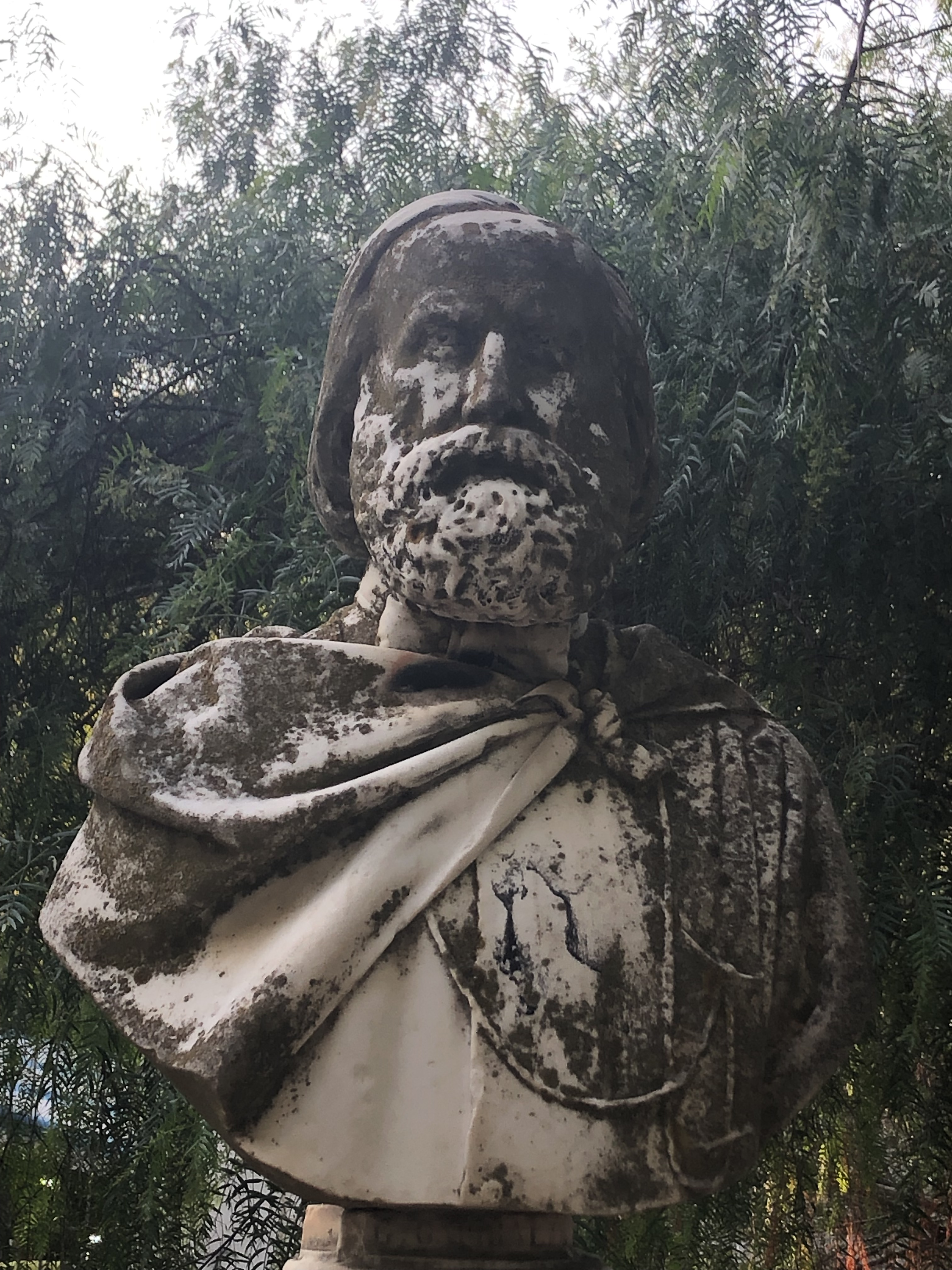
Busto di Garibaldi
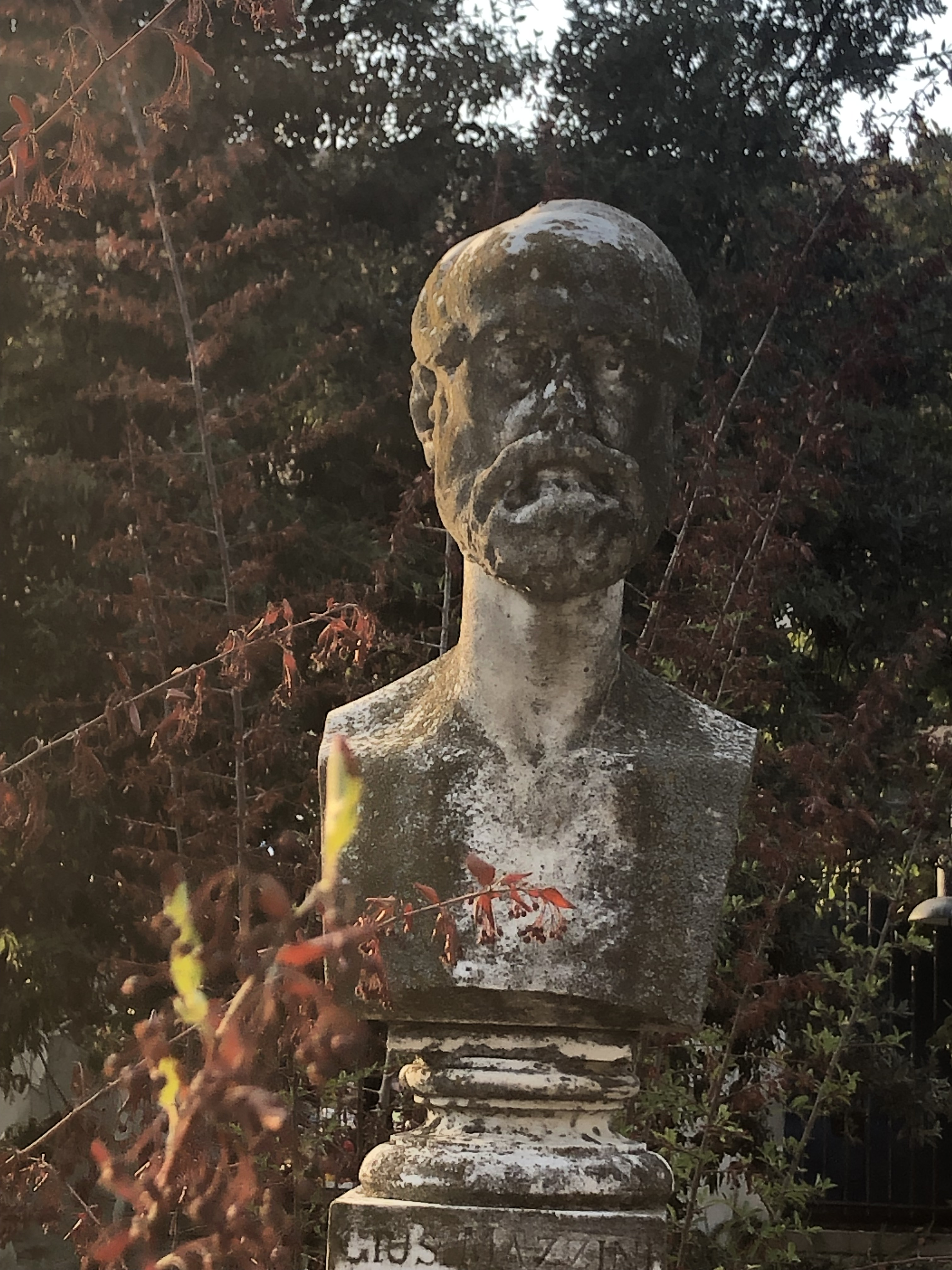
Busto di Mazzini
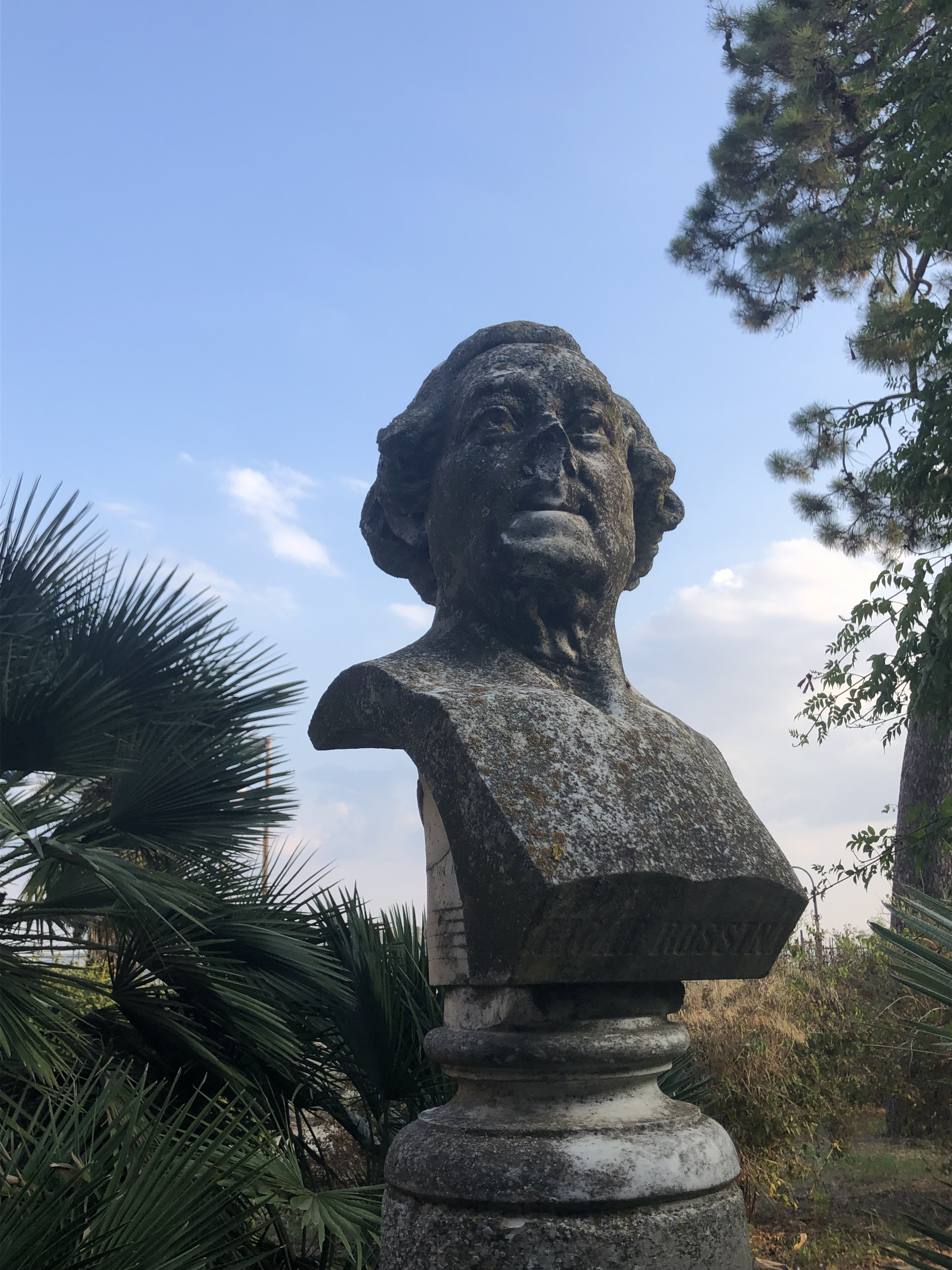
Busto di Rossini
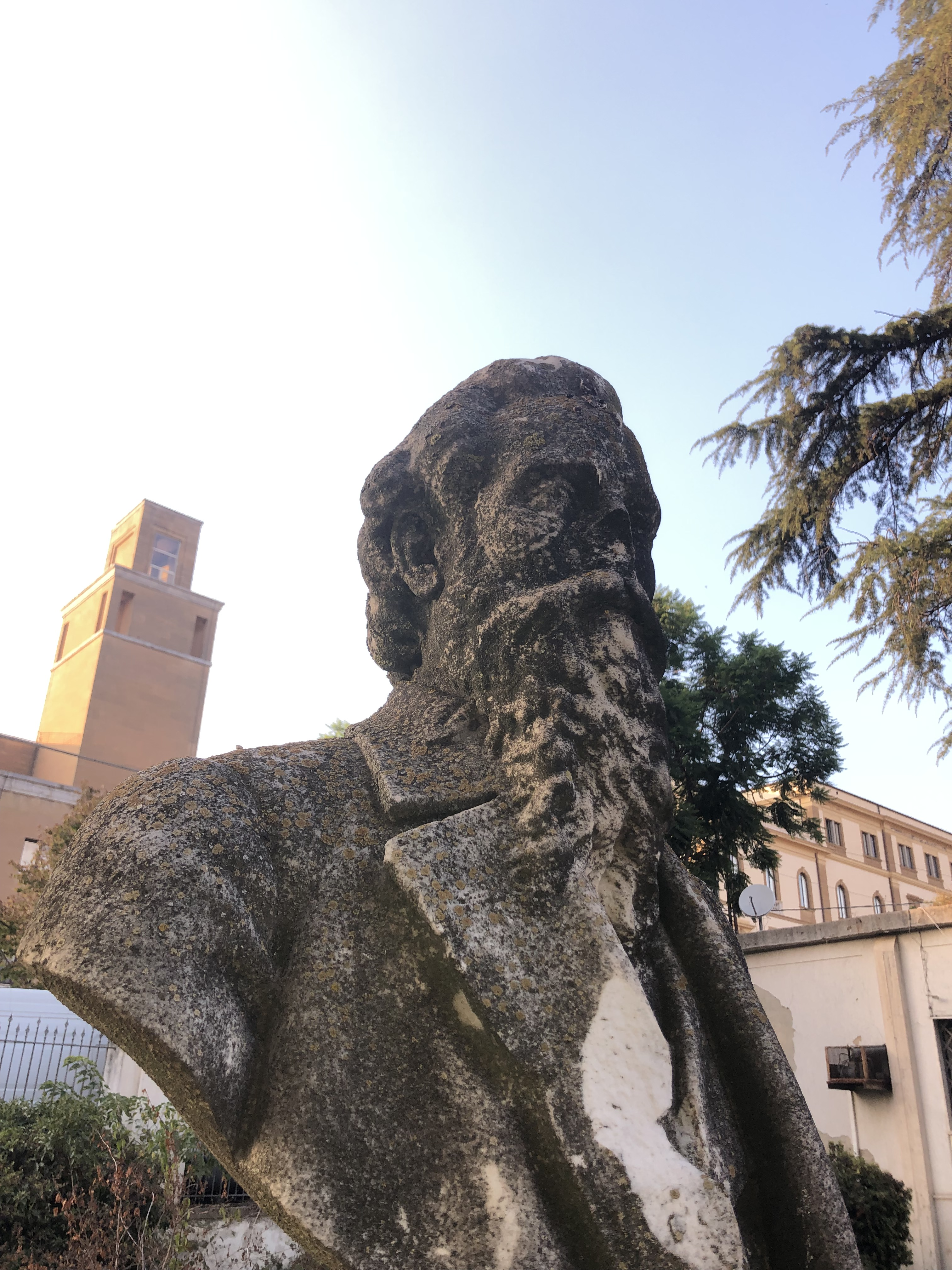
Busto del Frattallone autore Lo Verme